# Mets de Guaynabo 2013-2014 (pallavolo maschile)
Questa voce raccoglie le informazioni riguardanti i Mets de Guaynabo nelle competizioni ufficiali della stagione 2013-2014.

## Stagione
La stagione 2013-14 vede Javier Gaspar alla guida dei Mets de Guaynabo. In sede di mercato si registrano gli ingaggi di Jean Carlos Ortíz e dei giovani Alexandre O'Neill e Pedro Fernández, oltre che di Enrique Escalante, arrivato in cambio di Steven Morales dai Caribes de San Sebastián, e di Iván Matos, protagonista di un altro scambio a stagione in corso coi Patriotas de Lares, che porta ai Mets Emanuel Batista; senza dimenticare i rientri dalle esperienze in Finlandia e Bahrein di Pablo Guzmán e Jackson Rivera.
La stagione regolare si apre il 16 ottobre 2013 col successo al tie break sui Patriotas de Lares. Nella prima parte di regular season la squadra doma ogni avversario, riuscendo ad inanellare una striscia di quindici vittorie consecutive, interrotta solo il 3 dicembre dalla sconfitta a domicilio contro i Plataneros de Corozal. La seconda sconfitta arriva nell'incontro successivo, questa volto contro i Capitanes de Arecibo. Dopo questa partentesi negativa i Mets tornano al successo con quattro vittorie consecutive, che assicurano il primo posto il regular season, per poi perdere due volte negli ultimi tre ed ininfluenti incontri della stagione regolare.
Nella post-season la squadra è inserita nel girone A ai quarti di finale, insieme ai Capitanes de Arecibo ed ai Patriotas de Lares, vincendo tutti e quattro gli incontri e qualificandosi alle semifinali, dove vince la serie contro i Plataneros de Corozal in sole quattro gare. Lo stesso scenario si ripete anche in finale, dove ancora una volta i Mets incontrano i Capitanes de Arecibo, vincendo al termine di gara 4 il secondo scudetto della propria storia.
Tra i Mets Ángel Pérez viene premiato come miglior palleggiatore della LVSM ed MVP della regular season, mentre Pablo Guzmán riceve il premio di MVP della finale.
Nel mese di maggio la franchigia prende parte alla Coppa del Mondo per club, come rappresentante della NORCECA: per far fronte alle partenze di Ángel Pérez e Pablo Guzmán, approdati in Europa dopo la finale del campionato, la franchigia ingaggia in prestito per solo per questo torneo i nazionali portoricani Orlando Irizarry, Ezequiel Cruz, Sequiel Sánchez e Mannix Román; nonostante gli sforzi la squadra esce sconfitta in tutte e tre le gare del girone, terminando in settima posizione, a pari merito con l'Espérance Sportive de Tunis.

## Organigramma societario
Area direttiva
- Presidente: Joseph Albino
- Vicepresidente: Jose Perez

Area tecnica
- Allenatore: Javier Gaspar
- Assistente allenatore: Abdel Otero
- Statistico: Hector Jose Reyes
- Preparatore atletico: Alexis Arvelo
- Fisioterapista: Sammy Rodriguez

## Rosa
| N° | Nome              | Ruolo | Data di nascita   | Nazionalità sportiva |
| -- | ----------------- | ----- | ----------------- | -------------------- |
| 1  | Alexandre O'Neill | S     | 2 novembre 1994   | Porto Rico           |
| 1  | Orlando Irizarry  | L     | 27 settembre 1985 | Porto Rico           |
| 2  | Jorge De Jesús    | P     | 29 gennaio 1991   | Porto Rico           |
| 3  | Pablo Guzmán      | S     | 2 giugno 1987     | Porto Rico           |
| 4  | Dennis Del Valle  | L     | 27 gennaio 1989   | Porto Rico           |
| 5  | Edwin Montaño     | C     | 30 giugno 1978    | Porto Rico           |
| 6  | Ángel Pérez       | P     | 20 maggio 1982    | Porto Rico           |
| 7  | Enrique Escalante | C     | 6 agosto 1984     | Porto Rico           |
| 8  | Jonathan King     | C     | 12 agosto 1982    | Porto Rico           |
| 9  | Pedro Fernández   | S/O   | 4 agosto 1993     | Porto Rico           |
| 10 | Jorge Alifonso    | S     | 9 ottobre 1979    | Porto Rico           |
| 10 | Ezequiel Cruz     | S     | 15 luglio 1986    | Porto Rico           |
| 11 | Emanuel Batista   | C     | 12 gennaio 1989   | Porto Rico           |
| 11 | Sequiel Sánchez   | S     | 24 marzo 1990     | Porto Rico           |
| 12 | Iván Matos        | S/O   | 15 luglio 1990    | Porto Rico           |
| 16 | Jackson Rivera    | S     | 19 agosto 1987    | Porto Rico           |
| 17 | Jean Carlos Ortíz | S/O   | 23 febbraio 1988  | Porto Rico           |
| 18 | Mannix Román      | C     | 17 gennaio 1983   | Porto Rico           |

## Mercato
| Acquisti | Acquisti          | Acquisti              | Acquisti   |
| R.       | Nome              | da                    | Modalità   |
| -------- | ----------------- | --------------------- | ---------- |
| S/O      | Jean Carlos Ortíz | Cariduros de Fajardo  | prestito   |
| C        | Enrique Escalante | Patriotas de Lares    | definitivo |
| S/O      | Iván Matos        | Capitanes de Arecibo  | definitivo |
| S        | Alexandre O'Neill | ?                     | ?          |
| S/O      | Pedro Fernández   | ?                     | ?          |
| C        | Emanuel Batista   | Patriotas de Lares    | definitivo |
| S        | Pablo Guzmán      | Muuramen              | definitivo |
| S        | Jackson Rivera    | Al-Nasr               | definitivo |
| L        | Orlando Irizarry  | Gigantes de Carolina  | prestito   |
| S        | Ezequiel Cruz     | Plataneros de Corozal | prestito   |
| S        | Sequiel Sánchez   | Changos de Naranjito  | prestito   |
| C        | Mannix Román      | Indios de Mayagüez    | prestito   |

| Cessioni | Cessioni          | Cessioni                 | Cessioni   |
| R.       | Nome              | a                        | Modalità   |
| -------- | ----------------- | ------------------------ | ---------- |
| S/O      | Steven Morales    | Caribes de San Sebastián | definitivo |
| C        | Gustavo Jirau     | Patriotas de Lares       | definitivo |
| C        | Anthony Negrón    | Changos de Naranjito     | ?          |
| L        | Pedro Calderón    | ?                        | ?          |
| S/O      | Alberto Bravo     | Changos de Naranjito     | definitivo |
| S        | Daniele Desiderio | Al-Gharafa               | definitivo |
| S/O      | Iván Matos        | Patriotas de Lares       | definitivo |
| S        | Pablo Guzmán      | Roeselare                | prestito   |
| P        | Ángel Pérez       | Tirol                    | prestito   |

## Risultati

### LVSM

#### Regular season
| 16 ottobre 2013 Coliseo Mario Morales, Guaynabo             | Mets de Guaynabo         | 3 - 0 | Patriotas de Lares       | 25-21, 25-19, 25-15               |
| 18 ottobre 2013 Coliseo Edwin "Puruco" Nolasco, Coamo       | Maratonistas de Coamo    | 2 - 3 | Mets de Guaynabo         | 20-25, 21-25, 25-22, 25-22, 12-15 |
| 20 ottobre 2013 Coliseo Mario Morales, Guaynabo             | Mets de Guaynabo         | 3 - 0 | Plataneros de Corozal    | 25-19, 25-21, 25-16               |
| 23 ottobre 2013 Coliseo Manuel "Petaca" Iguina, Arecibo     | Capitanes de Arecibo     | 1 - 3 | Mets de Guaynabo         | 23-25, 29-31, 25-14, 19-25        |
| 25 ottobre 2013 Coliseo Mario Morales, Guaynabo             | Mets de Guaynabo         | 3 - 0 | Indios de Mayagüez       | 25-22, 32-30, 25-22               |
| 30 ottobre 2013 Coliseo Gelito Ortega, Naranjito            | Changos de Naranjito     | 0 - 3 | Mets de Guaynabo         | 26-28, 19-25, 20-25               |
| 2 novembre 2013 Coliseo Mario Morales, Guaynabo             | Mets de Guaynabo         | 3 - 0 | Gigantes de Carolina     | 28-26, 25-22, 25-17               |
| 8 novembre 2013 Coliseo Luis Aymat Cardona, San Sebastián   | Caribes de San Sebastián | 1 - 3 | Mets de Guaynabo         | 25-20, 19-25, 15-25, 23-25        |
| 10 novembre 2013 Coliseo Mario Morales, Guaynabo            | Mets de Guaynabo         | 3 - 1 | Maratonistas de Coamo    | 25-17, 25-17, 20-25, 25-18        |
| 13 novembre 2013 Coliseo Félix Méndez Acevedo, Lares        | Patriotas de Lares       | 1 - 3 | Mets de Guaynabo         | 14-25, 20-25, 26-24, 17-25        |
| 15 novembre 2013 Coliseo Mario Morales, Guaynabo            | Mets de Guaynabo         | 3 - 0 | Caribes de San Sebastián | 25-18, 28-26, 25-22               |
| 22 novembre 2013 Coliseo Gelito Ortega, Naranjito           | Changos de Naranjito     | 1 - 3 | Mets de Guaynabo         | 14-25, 22-25, 25-23, 24-26        |
| 24 novembre 2013 Coliseo Mario Morales, Guaynabo            | Mets de Guaynabo         | 3 - 1 | Capitanes de Arecibo     | 23-25, 25-20, 25-19, 25-22        |
| 27 novembre 2013 Coliseo Guillermo Angulo, Carolina         | Gigantes de Carolina     | 0 - 3 | Mets de Guaynabo         | 20-25, 22-25, 24-26               |
| 30 novembre 2013 Palacio de Recreación y Deportes, Mayagüez | Indios de Mayagüez       | 1 - 3 | Mets de Guaynabo         | 18-25, 25-22, 18-25, 18-25        |
| 3 dicembre 2013 Coliseo Mario Morales, Guaynabo             | Mets de Guaynabo         | 2 - 3 | Plataneros de Corozal    | 25-23, 25-20, 20-25, 22-25, 21-23 |
| 5 dicembre 2013 Coliseo Manuel "Petaca" Iguina, Arecibo     | Capitanes de Arecibo     | 3 - 2 | Mets de Guaynabo         | 25-18, 23-25, 25-14, 20-25, 15-9  |
| 7 dicembre 2013 Coliseo Mario Morales, Guaynabo             | Mets de Guaynabo         | 3 - 1 | Indios de Mayagüez       | 25-19, 25-23, 22-25, 25-21        |
| 11 dicembre 2013 Coliseo Mario Morales, Guaynabo            | Mets de Guaynabo         | 3 - 1 | Changos de Naranjito     | 25-18, 24-26, 25-20, 25-18        |
| 13 dicembre 2013 Coliseo Edwin "Puruco" Nolasco, Coamo      | Maratonistas de Coamo    | 0 - 3 | Mets de Guaynabo         | 20-25, 15-25, 23-25               |
| 15 dicembre 2013 Coliseo Mario Morales, Guaynabo            | Mets de Guaynabo         | 3 - 0 | Gigantes de Carolina     | 25-22, 25-21, 31-29               |
| 19 dicembre 2013 Coliseo Mario Morales, Guaynabo            | Mets de Guaynabo         | 0 - 3 | Caribes de San Sebastián | 23-25, 20-25, 21-25               |
| 21 dicembre 2013 Coliseo Carmen Zoraida Figueroa, Corozal   | Plataneros de Corozal    | 3 - 1 | Mets de Guaynabo         | 25-22, 25-17, 20-25, 25-20        |
| 23 dicembre 2013 Coliseo Félix Méndez Acevedo, Lares        | Patriotas de Lares       | 2 - 3 | Mets de Guaynabo         | 25-22, 19-25, 25-22, 12-25, 13-15 |

#### Play-off
| Quarti di finale (gara 2) - 3 gennaio 2014 Coliseo Mario Morales, Guaynabo         | Mets de Guaynabo      | 3 - 0 | Patriotas de Lares    | 25-20, 25-17, 28-26               |
| Quarti di finale (gara 3) - 7 gennaio 2014 Coliseo Manuel "Petaca" Iguina, Arecibo | Capitanes de Arecibo  | 2 - 3 | Mets de Guaynabo      | 25-17, 25-20, 19-25, 20-25, 12-15 |
| Quarti di finale (gara 4) - 8 gennaio 2014 Coliseo Félix Méndez Acevedo, Lares     | Patriotas de Lares    | 0 - 3 | Mets de Guaynabo      | 18-25, 20-25, 16-25               |
| Quarti di finale (gara 6) - 11 gennaio 2014 Coliseo Mario Morales, Guaynabo        | Mets de Guaynabo      | 3 - 0 | Capitanes de Arecibo  | 25-22, 26-24, 25-16               |
| Semifinali (gara 1) - 13 gennaio 2014 Coliseo Mario Morales, Guaynabo              | Mets de Guaynabo      | 3 - 1 | Plataneros de Corozal | 25-23, 22-25, 27-25, 25-19        |
| Semifinali (gara 2) - 15 gennaio 2014 Coliseo Carmen Zoraida Figueroa, Corozal     | Plataneros de Corozal | 0 - 3 | Mets de Guaynabo      | 18-25, 14-25, 24-26               |
| Semifinali (gara 3) - 17 gennaio 2014 Coliseo Mario Morales, Guaynabo              | Mets de Guaynabo      | 3 - 1 | Plataneros de Corozal | 25-21, 22-25, 25-15, 25-17        |
| Semifinali (gara 4) - 19 gennaio 2014 Coliseo Carmen Zoraida Figueroa, Corozal     | Plataneros de Corozal | 2 - 3 | Mets de Guaynabo      | 18-25, 22-25, 25-23, 25-18, 11-15 |
| Finale (gara 1) - 29 gennaio 2014 Coliseo Mario Morales, Guaynabo                  | Mets de Guaynabo      | 3 - 1 | Capitanes de Arecibo  | 25-12, 25-18, 23-25, 25-11        |
| Finale (gara 2) - 31 gennaio 2014 Coliseo Manuel "Petaca" Iguina, Arecibo          | Capitanes de Arecibo  | 1 - 3 | Mets de Guaynabo      | 19-25, 24-26, 25-22, 15-25        |
| Finale (gara 3) - 2 febbraio 2014 Coliseo Mario Morales, Guaynabo                  | Mets de Guaynabo      | 3 - 0 | Capitanes de Arecibo  | 25-21, 25-21, 25-21               |
| Finale (gara 4) - 4 febbraio 2014 Coliseo Manuel "Petaca" Iguina, Arecibo          | Capitanes de Arecibo  | 2 - 3 | Mets de Guaynabo      | 25-18, 20-25, 24-26, 25-23, 12-25 |

### Coppa del Mondo

#### Fase a gironi
| 1ª giornata - 5 maggio 2014 Mineirinho, Belo Horizonte | Sada          | 3 - 0 | Mets de Guaynabo | 25-18, 25-15, 25-19        |
| 2ª giornata - 6 maggio 2014 Mineirinho, Belo Horizonte | Belogor'e     | 3 - 1 | Mets de Guaynabo | 25-17, 25-19, 22-25, 25-19 |
| 3ª giornata - 7 maggio 2014 Mineirinho, Belo Horizonte | Matin Varamin | 3 - 0 | Mets de Guaynabo | 25-18, 25-19, 25-18        |

## Statistiche

### Statistiche di squadra
| Competizione    | Punti | In casa | In casa | In casa | In trasferta | In trasferta | In trasferta | Totale | Totale | Totale |
| Competizione    | Punti | G       | V       | P       | G            | V            | P            | G      | V      | P      |
| --------------- | ----- | ------- | ------- | ------- | ------------ | ------------ | ------------ | ------ | ------ | ------ |
| LVSM            | 60    | 12      | 10      | 2       | 12           | 10           | 2            | 24     | 20     | 4      |
| Coppa del Mondo | 0     | -       | -       | -       | -            | -            | -            | 3      | 0      | 3      |
| Totale          | 60    | 12      | 10      | 2       | 12           | 10           | 2            | 27     | 20     | 7      |

G = partite giocate; V = partite vinte; P = partite perse

### Statistiche dei giocatori
| J. Alifonso  | Statistiche assenti | - | -  | -  | - | - | Statistiche assenti |    |    |   |   |
| E. Batista   | Statistiche assenti | - | -  | -  | - | - | Statistiche assenti |    |    |   |   |
| E. Cruz      | -                   | - | -  | -  | - | 1 | Statistiche assenti | 0  | 0  | 0 | 0 |
| D. Del Valle | Statistiche assenti | 3 | 0  | 0  | 0 | 0 | Statistiche assenti |    |    |   |   |
| J. De Jesús  | Statistiche assenti | 3 | 1  | 1  | 0 | 0 | Statistiche assenti |    |    |   |   |
| E. Escalante | Statistiche assenti | 3 | 19 | 17 | 2 | 0 | Statistiche assenti |    |    |   |   |
| P. Fernández | Statistiche assenti | - | -  | -  | - | - | Statistiche assenti |    |    |   |   |
| P. Guzmán    | Statistiche assenti | - | -  | -  | - | - | Statistiche assenti |    |    |   |   |
| O. Irizarry  | -                   | - | -  | -  | - | 3 | Statistiche assenti | 0  | 0  | 0 | 0 |
| J. King      | Statistiche assenti | 3 | 6  | 3  | 3 | 0 | Statistiche assenti |    |    |   |   |
| I. Matos     | Statistiche assenti | - | -  | -  | - | - | Statistiche assenti |    |    |   |   |
| E. Montaño   | Statistiche assenti | 3 | 14 | 11 | 2 | 1 | Statistiche assenti |    |    |   |   |
| J. Ortíz     | Statistiche assenti | 3 | 23 | 20 | 3 | 0 | Statistiche assenti |    |    |   |   |
| A. O'Neill   | Statistiche assenti | - | -  | -  | - | - | Statistiche assenti |    |    |   |   |
| Á. Pérez     | Statistiche assenti | - | -  | -  | - | - | Statistiche assenti |    |    |   |   |
| J. Rivera    | Statistiche assenti | 3 | 25 | 23 | 2 | 0 | Statistiche assenti |    |    |   |   |
| M. Román     | -                   | - | -  | -  | - | 2 | Statistiche assenti | 8  | 5  | 2 | 1 |
| S. Sánchez   | -                   | - | -  | -  | - | 3 | Statistiche assenti | 20 | 20 | 0 | 0 |

P = presenze; PT = punti totali; AV = attacchi vincenti; MV = muri vincenti; BV = battute vincenti